# Sysyphus
Sysyphus (angelehnt an Sisyphus) ist ein avantgardistisches Musikstück aus dem 1969 veröffentlichten Doppel-Album Ummagumma der britischen Musikgruppe Pink Floyd, welches aus einer Live- und einer Studio-LP besteht. Sysyphus ist der eröffnende Titel des Studio-Albums und ist in vier Parts unterteilt.
Der Inhalt behandelt die Arbeiten des Sisyphus, einer Sagengestalt der griechischen Mythologie. Sisyphos’ Strafe in der Unterwelt bestand darin, einen Felsblock einen steilen Hang hinaufzurollen. Ihm entglitt der Stein jedoch stets kurz vor Erreichen des Gipfels und er musste immer wieder von vorne anfangen (Siehe auch: Sisyphusarbeit).

## Musik und Thematische Umsetzung

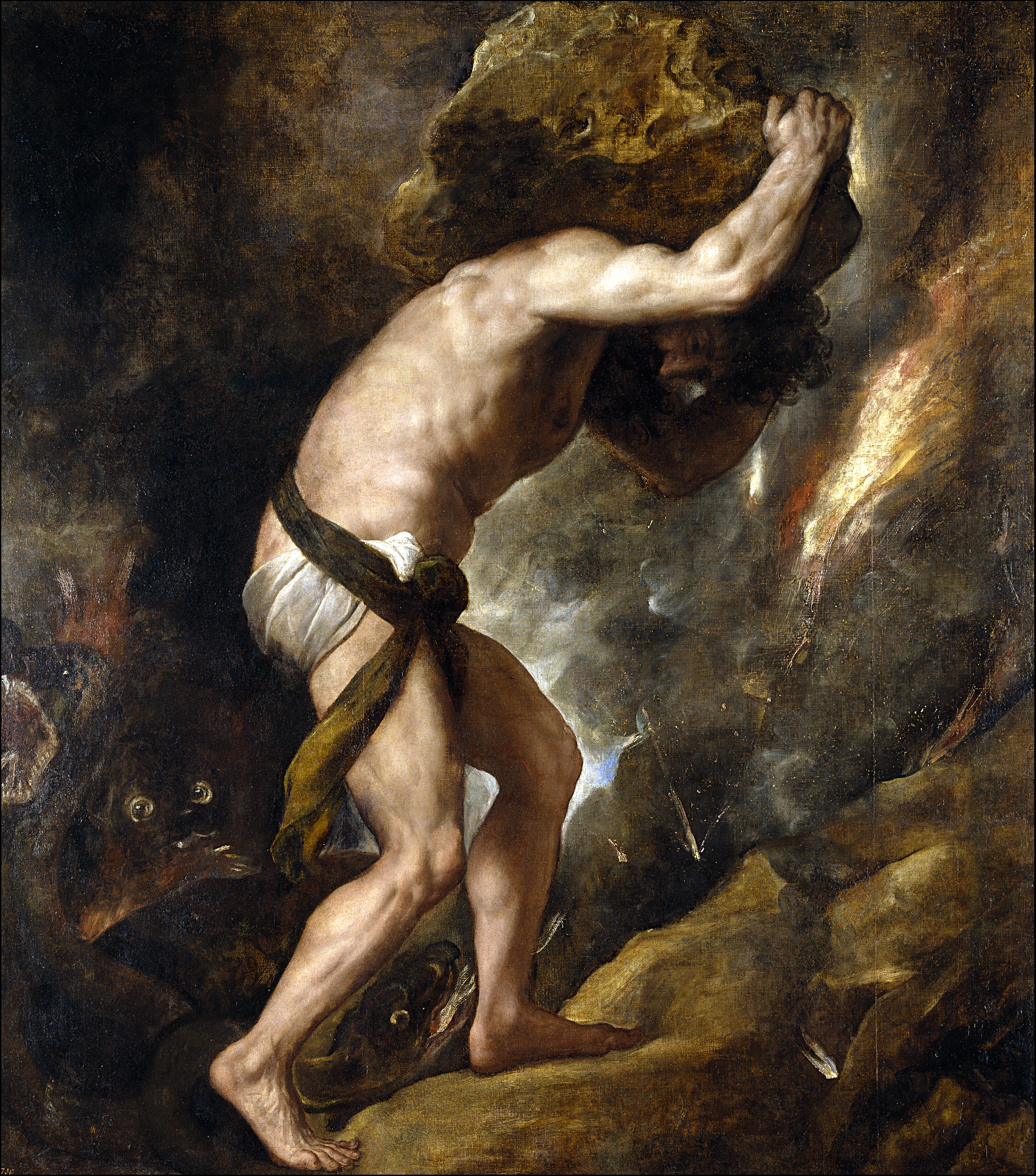
Eine Darstellung der Sisyphusarbeit des Malers Titian

Das instrumentale Stück wurde allein von Richard Wright, dem Keyboarder der Band Pink Floyd, verfasst und bildet eine Suite. Es nimmt gut ein Viertel der ersten Studio-LP des Albums Ummagumma ein. Das Album wurde so konzipiert, dass jedes der vier Bandmitglieder ein Viertel der Laufzeit zur Verfügung gestellt bekam, um es frei nach seinen musikalischen Wünschen zu gestalten. Sysyphus bildet dabei Wrights musikalische Interpretation der sich ständig wiederholenden Sisyphusarbeit, die er in verschiedenen Klängen untermalt.
Der Hörer kann klare Muster im Aufbau des Stückes feststellen:
Kräftig, erhaben aber teils ungehalten wirkt die Musik in Part I, wenn der Fels auf den Berg transportiert wird.
Part II symbolisiert den Wahn des Sisyphus, die ständigen Versuche der unlösbaren Aufgabe Herr zu werden.
Unterzeichnet wird dies unter anderem durch beschleunigte Aufnahmen von Stimmen.
Dagegen ist die Melodie harmonisch in Part III, wenn der Berggipfel in Sichtweite zu kommen scheint. Niederschmetternde Musik setzt in Part IV ein, wenn der Fels hinabrollt. Schließlich wiederholen sich die Klänge von Part I und zeigen an, dass der Felsen erneut wieder hinaufgetragen wird.

## Veröffentlichung und Aufführungen
Sysyphus erschien einmalig auf der Studio-LP des Albums Ummagumma und in seinen Parts abgeändert auf der das Album fassenden CD. Das Stück wurde nur einige Monate lang nach seiner Veröffentlichung viermal live gespielt, eine Version wurde 1970 bei einem Pink-Floyd-Auftritt in der Stadthalle von Birmingham aufgenommen.

## Trivia
- Sysyphus wurde im Film Salome von Clive Barker verwendet, um den Tanz der Salome zu untermalen.

## Besetzung
- Richard Wright – Farfisa, Mellotron, Piano, Bass, Timpani, Schlagzeug, Becken, beschleunigter Gesang